# Nicolás Amodio
Nicolás Amodio (Montevideo, 1983. március 10. –) uruguayi labdarúgó, a Lecce középpályása. Rendelkezik olasz állampolgársággal is. Korábban Olaszországban volt a Napoli, a Treviso, a Mantova, míg hazájában a Peñarol labdarúgója is.